# Драматичний театр

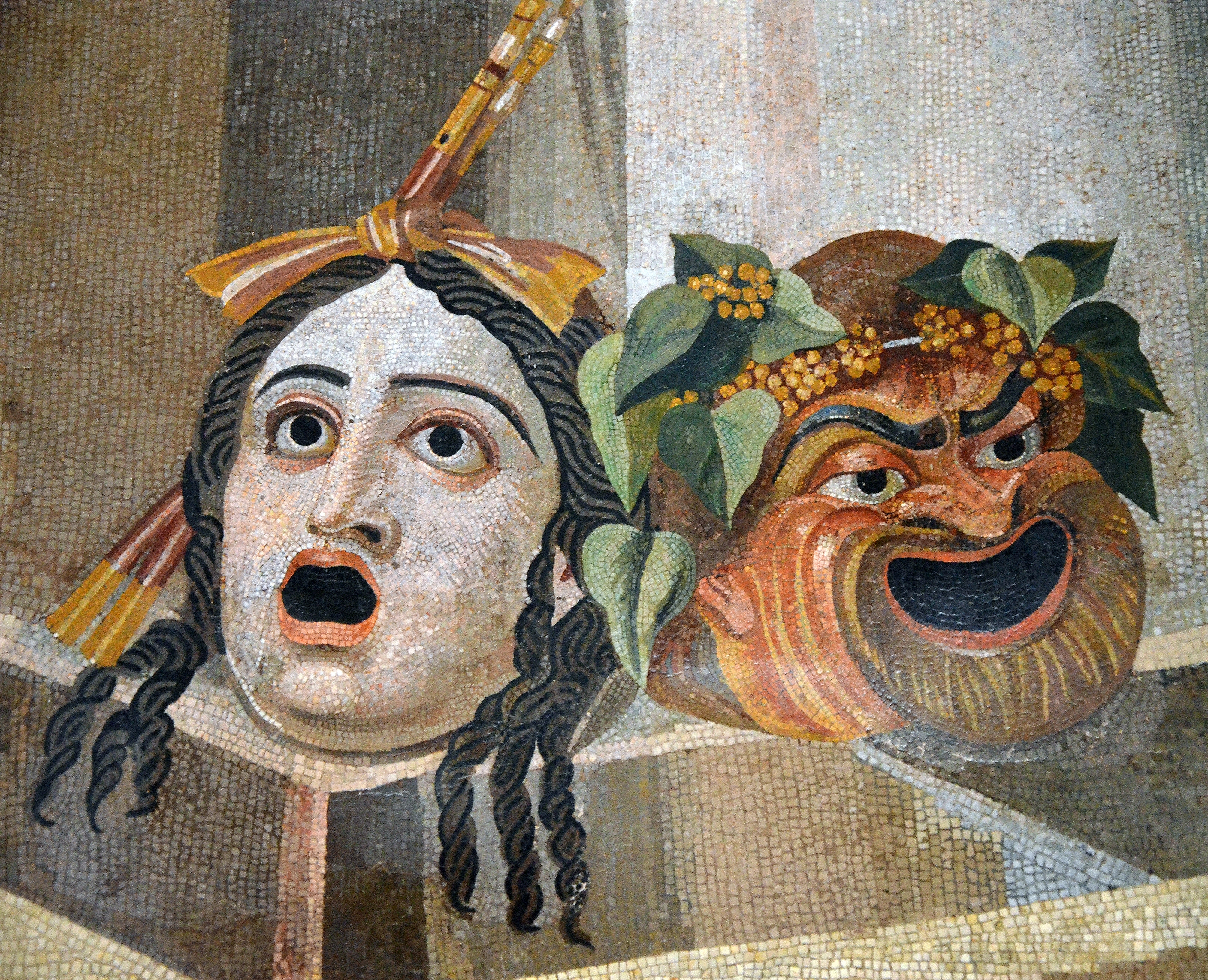
Давньогрецькі театральні маски

Драматичний театр (грец. «drama» — дія, сценічний твір та «theatron» — місце для видовищ) — різновид театральної вистави, у якій грає небагато дійових осіб, увага зосереджена на розкритті напружених конфліктів не через зовнішні їх ознаки, а через внутрішній світ, а також один з основних видів театру, поряд з оперним і балетним, театром ляльок і пантомімою.
На відміну від оперного й балетного театру, де основою уявлення є музично-драматичний твір — опера, балет, оперета — спектакль в драматичному театрі ґрунтується на літературному творі — драмі чи сценарії, який передбачає імпровізацію. Основним засобом виразності для артиста драматичного театру, поряд з фізичними діями, є мова.
При цьому драматичний театр найбільшою мірою є мистецтвом синтетичним: він може включати в себе як повноправні елементи і вокал, і танець, і пантоміму. Саме в драматичних виставах почали з'являтися перші елементи акторського мистецтва перевтілення.